# Rinchen Barsbold
 (août 2013).
Rinchen Barsbold (mongol : Ринченгийн Барсболд, Rinchyengiin Barsbold, né le 21 décembre 1935 à Oulan-Bator) est un paléontologue et géologue mongol. Il travaille à l'Institut de géologie à Oulan-Bator, en Mongolie. Il est reconnu à travers le monde comme un grand spécialiste de la paléontologie des Vertébrés et la stratigraphie du Mésozoïque.
Barsbold a joué un rôle majeur dans la découverte d'une des plus grandes collections de dinosaures dans le monde. Son travail a mis en évidence la paléontologie mongole, et aider à comprendre les dernières étapes de l'évolution des dinosaures en Eurasie.
Barsbold a eu une influence considérable sur la connaissance des dinosaures dans le monde communiste. Son travail en a fait un expert des théropodes dans le désert de Gobi, notamment sa thèse à ce sujet. Il note dès 1983 que les théropodes partagent divers points communs avec les oiseaux. Ce constat a pris de l'importance avec la découverte de dinosaures portant des plumes dans les années 1990.
Le nom du genre Barsboldia, dinosaures ornithopodes, a été donné en son honneur.